# I Met the Walrus
I Met the Walrus ("Ho incontrato il tricheco") è un cortometraggio animato del 2007 diretto da Josh Raskin e prodotto da Jerry Levitan. Il corto vede come protagonisti Levitan e John Lennon sotto forma di disegni animati. Le illustrazioni a penna animate grazie alla computer grafica sono rispettivamente opera di James Braithwaite e di Alex Kurina.
Il cortometraggio si basa sull'audio originale di una intervista che Jerry Levitan fece a John Lennon nel 1969. Levitan, all'epoca quattordicenne, riuscì a registrare la voce di Lennon su un registratore portatile nella sua stanza di hotel al King Edward Hotel di Toronto, fingendosi un giornalista di una rivista musicale e persuadendolo a concedergli un'intervista durante i suoi celebri Bed-In per la pace. Levitan intervistò Lennon per circa una trentina di minuti, ridotti a cinque per il montaggio finale del film.
Il film venne creato nel 2006-2007, prodotto da Jerry Levitan con il supporto della Bravo!FACT. Il cortometraggio è stato proiettato per la prima volta il 22 marzo 2007 nel locale "This is London", un nightclub di Toronto. Sin da allora, il film è apparso in numerosi festival cinematografici in tutto il mondo. L'opera si è aggiudicata diversi premi inclusi un Daytime Emmy nel 2009 come miglior opera prima, nella categoria Daytime Entertainment, il premio come miglior cortometraggio animato dell'American Film Institute e del Middle East International Film Festival. Inoltre il corto ha ricevuto una nomination agli Oscar dall'Academy of Motion Picture Arts and Sciences.
I Met The Walrus è diventato anche un libro di successo, con il medesimo titolo, scritto da Jerry Levitan e pubblicato dalla Harper Collins (inedito in Italia).

## Riconoscimenti
AFI Fest
- Best Animated Short

Middle East International Film Festival
- Best Animation

Manhattan Short Film Festival
- Best Animation

Cleveland International Film Festival
- Best Animated Short

RiverRun International Film Festival
- Best Animated Short

Regard - Saguenay International Short Film Festival
- Coup de Coeur

Ottawa International Animation Festival
- Best Canadian Animation:
- Honorary Mention

Hawaii International Film Festival
- Best Animation

10 Or Less Film Festival
- Best Animation

Odense Film Festival
- International Special Mention

San Francisco Shorts
- Directors' Special Recognition

Platform International Animation Festival
- Best Sound Design

Brooklyn International Film Festival
- Spirit Award

Winnipeg International Film Festival
- Outstanding Animation